# Дамнянович, Урош
Урош Дамнянович (серб. Урош Дамњановић; род. 8 февраля 1995, Ковачевац, Белград) — сербский футболист, полузащитник. В настоящее время выступает за штипскую «Брегалницу».

## Карьера
Урош Дамнянович является воспитанником футбольного клуба «Рад». Здесь же в 2013 году сыграл свои первые матчи во взрослой команде. В 2014 году перешёл в «Телеоптик». За год, проведённый в земунской команде Урош сыграл 24 матча и забил 7 голов.
Летом 2015 года Дамнянович подписал контракт с белградским «Партизаном», рассчитанный до конца июня 2019 года. Спустя месяц был отдан в аренду в «Синджелич», не сыграв в основном составе чёрно-белых ни одного матча. За год, проведённый в аренде сыграл 26 матчей и забил 6 голов. Летом 2016 года вернулся в «Партизан».
25 марта 2016 года дебютировал в молодёжной сборной Сербии в игре против Андорры.
В зимний трансферный период 2016/17 года отправился в Словакию, где подписал контракт на три с половиной года с последующим переходом в братиславский «Слован». Славяне расширили многочисленный сербский анклав. В рядах в то время были Борис Секулич, Милан Рундич, Вукан Савичевич, Александар Чаврич, тренер Иван Вукоманович и его помощник Раденкович.
За «Слован» он дебютировал в матче 27-го тура 16-го чемпионата в апреле 2017 года в поединке с клубом Ружомберок (поражение 1:2). Он отыграл 88 минут, после чего его на поле заменил Роберт Виттек. В сезоне 2016/17 участвовал в розыгрыше кубка страны, хотя в финале 1 мая 2017 года против команды «Скалица» он не сыграл. Его товарищи по команде разгромили соперника со счетом 3:0. В общей сложности за год он провел четыре матча в чемпионате.
В составе «Слована» одержал победу над ереванским «Пюником» (со счетами 4:1 и 5:0) во втором квалификационном раунде Лиги Европы УЕФА 2017/18, где клуб из Братиславы выбыл, проиграв 0:1 и 1:2 команде Люнгбю из Дании. Весной 2018 года он принял участие в составе «Слована», чтобы защитить трофей Кубка Словакии предыдущего сезона 2016/17, хотя в финале, сыгранного 1 мая 2018 года в Трнаве против Ружомберока (победа 3:1), он не вышел.
24 августа 2018 года Урош перешёл в клуб «Раднички». 
8 февраля 2019 года сменил клуб на «Радник», где он пробыл год. 10 февраля 2020 года он попал в «Рад».
С 31 августа 2021 года до начала 2022 Дамнянович не выходил ни в один клуб. С 14 января 2022 года состоит в клубе «Бреганлица».